# Conesus Lake, New York
Conesus Lake, New York (енгл. Conesus Lake) насељено је место без административног статуса у америчкој савезној држави Њујорк.

## Демографија
По попису из 2010. године број становника је 2.584.
| Група             | 2000.    | 2010.         |
| Белци             | 0 (0,0%) | 2.497 (96,6%) |
| Афроамериканци    | 0 (0,0%) | 11 (0,4%)     |
| Азијати           | 0 (0,0%) | 22 (0,9%)     |
| Хиспаноамериканци | 0 (0,0%) | 21 (0,8%)     |
| Укупно            | 0        | 2.584         |